# Сенявский, Прокоп

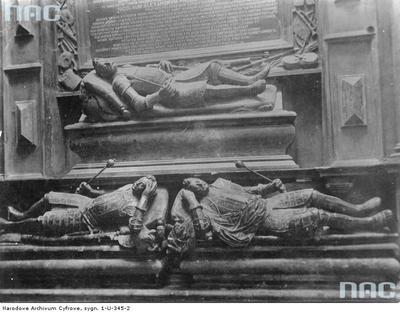
Семейная усыпальница Сенявских в костеле г. Бережаны. Архивная фотография

Прокоп Сенявский (пол. Prokop Sieniawski; около 1602 — 1626) — польский шляхтич, военный и государственный деятель Речи Посполитой, королевский ротмистр (с 1621), хорунжий великий коронный, хорунжий надворный коронный (до 1622).

## Биография
Из рода Сенявских герба Лелива. Сын Адама Иеронима Сенявского (1576—1616), подчашего великого коронного и Катажины Костки (1576—1648).
Участник Хотинской битвы 1621 года.
Умер молодым от болезней и ран, полученных в сражении.

## Семья
В 1623 женился на Анне-Ефросиньей из Ходкевичей (около 1600—1631), имел единственного сына — Адама Иеронима Сенявского (младшего) (1623/1624-1650), писаря польного коронного и львовского старосты.
Был похоронен в семейной усыпальнице в городе Бережаны.